# Cordia fragrantissima
Cordia fragrantissima är en strävbladig växtart som beskrevs av Wilhelm Sulpiz Kurz. Cordia fragrantissima ingår i släktet Cordia, och familjen strävbladiga växter. Inga underarter finns listade i Catalogue of Life.